# Kangāvar (kommunhuvudort i Iran)
Kangāvar (persiska: کنگاور) är en kommunhuvudort i Iran.   Den ligger i provinsen Kermanshah, i den nordvästra delen av landet, 300 km väster om huvudstaden Teheran. Kangāvar ligger 1 476 meter över havet och antalet invånare är 53 414.
Terrängen runt Kangāvar är kuperad åt nordväst, men åt sydost är den platt. Runt Kangāvar är det ganska tätbefolkat, med 124 invånare per kvadratkilometer. Kangāvar är det största samhället i trakten. Trakten runt Kangāvar består till största delen av jordbruksmark.